# Comedy Inc.
Comedy Inc. ist eine australische Sketchshow, die zwischen dem 19. Februar 2003 und dem 26. Dezember 2007 auf Nine Network zu sehen war. Die deutsche Erstausstrahlung erfolgte am 29. März 2009 auf Comedy Central. In Deutschland waren die ersten drei Staffeln zu sehen. Die Episoden, die als Comedy Inc: The Last Shift zwischen 2006 und 2007 entstanden, hatten bisher keine deutsche Erstausstrahlung.

## Überblick
Nach Serienstart erreichte das Format schnell viele Zuschauer und gehörte zu den drei erfolgreichsten Sketchshows im australischen Fernsehen. Das Format gewann zahlreiche australische und international Fernsehpreise.
Mit Comedy Inc: The Last Shift wurde man etwas gewagter, weshalb diese Staffeln auch später liefen, als ihre Vorgänger.

### Inhalte der Sendung
Viele Sketche parodieren Alltagssituationen, andere hingegen Fernsehformate, die international bekannt sind. Unter diesen Parodien befindet sich unter anderem Dancing with the Stars, Big Brother, Bob der Baumeister oder Who Wants to Be a Millionaire?.

### Nominierungen und Auszeichnungen
Wie bereits erwähnt wurde Comedy Inc. mit mehreren Preisen ausgezeichnet.
2005 war Comedy Inc: The Last Shift bei den Australian Film Institute Awards als Beste Comedyserie im Fernsehen nominiert.
2006 war das Format für Beste Comedyserie bei den Logie Awards, wie beim Rose D’Or für das Format Beste Comedyserie international nominiert.